# Bleich-Gelbeule
Die Bleich-Gelbeule (Xanthia icteritia) oder auch Bleiche Weiden-Gelbeule ist ein Schmetterling aus der Familie der Eulenfalter (Noctuidae). Die Falter sind ausgesprochene Herbstschmetterlinge und fliegen im August und Oktober in Hecken und Gebüschlandschaften.

## Merkmale
Im Gegensatz zur sehr ähnlichen Weiden-Gelbeule (Xanthia togata) unterscheidet sich die Bleich-Gelbeule durch eine variable, rot-violette Zeichnung auf den Flügeln, die meist aber nicht die Form einer zusammenhängenden Binde aufweist. In einigen Fällen fehlt sie ganz, stattdessen zeigen die Flügel nur einen kleinen ringförmigen Fleck.
Die rotbraune, mit dunklen Punkten und hellen Linien gezeichnete Raupe lebt im Frühjahr zuerst an Weidenkätzchen. In späteren Entwicklungsstadien gelangen die Raupen mit den beim Verblühen abfallenden männlichen Kätzchen auf die Bodenvegetation und fressen dort „polyphag“ von verschiedensten niederen Kräutern. Die in ihren späteren Stadien sich also polyphag ernährenden Raupen findet man außer an Sal-Weiden (Salix caprea) auch an Espe (Populus tremula); später auch an Kuhblume (Taraxacum), Wegerich (Plantago), Brombeeren (Rubus fruticosus) und Rauschbeere (Vaccinium uliginosum). Die Verpuppung erfolgt in einem Kokon im Boden, in dem die Raupe noch einige Zeit als Ruhelarve verbringt.
Die Eier überwintern.

## Ähnliche Arten
- Violett-Gelbeule (Xanthia togata) (Esper, [1778])
- Linden-Gelbeule (Tiliacea citrago) (Linnaeus, 1758)
- Rotbuchen-Gelbeule (Tiliacea aurago) (Denis & Schiffermüller, 1775)

## Vorkommen
Die Tiere sind in den meisten Gegenden Mitteleuropas noch recht häufig anzutreffen. Sie bevorzugen Waldränder mit Weidengebüschen, Feuchtwiesen oder die Ufer von Gewässern, da dort auch ihre Haupt-Futterpflanze, die Sal-Weide, wächst.